# Liste der Biografien/Pix
Liste der Biografien |
Portal Biografien |
Personensuche
# |
A |
B |
C |
D |
E |
F |
G |
H |
I |
J |
K |
L |
M |
N |
O |
P |
Q |
R |
S |
T |
U |
V |
W |
X |
Y |
Z |
?
 
Pa |
Pc |
Pe |
Pf |
Ph |
Pi |
Pj |
Pk |
Pl |
Pm |
Pn |
Po |
Pr |
Ps |
Pt |
Pu |
Pv |
Pw |
Py
 
Pia |
Pib |
Pic |
Pid |
Pie |
Pif |
Pig |
Pih |
Pii |
Pij |
Pik |
Pil |
Pim |
Pin |
Pio |
Pip |
Piq |
Pir |
Pis |
Pit |
Piu |
Piv |
Piw |
Pix |
Piy |
Piz
Die Liste der Biografien führt alle Personen auf, die in der deutschsprachigen Wikipedia einen Artikel haben. Dieses ist eine Teilliste mit 22 Einträgen von Personen, deren Namen mit den Buchstaben „Pix“ beginnt.

## Pix
- Pix, Margarete (1862–1944), deutsche Schauspielerin und Theaterpädagogin
- Pix, Mary (1666–1709), englische Dramatikerin
- Pix, Noel (* 1971), deutscher Rock- und House-Musiker
- Pix, Reinhold (* 1955), deutscher Politiker (Bündnis 90/Die Grünen), MdL

### Pixa
- Pixa, Hans (* 1954), deutscher Politiker (CDU) und Rechtsanwalt
- Pixa, Jan (1920–2004), tschechischer Fernseh-Moderator und Dramaturg
- Pixa-Kettner, Ursula (1948–2013), deutsche Erziehungswissenschaftlerin, Hochschullehrerin und Autorin

### Pixb
- Pixberg, Sandra (* 1970), deutsche Autorin

### Pixe
- Pixérécourt, René Charles Guilbert de (1773–1844), französischer Theaterautor, Begründer des modernen Melodramas

### Pixi
- Pixii, Hippolyte (1808–1835), französischer Instrumentenbauer und Erfinder
- Pixinguinha (1897–1973), brasilianischer Musiker
- Pixis, Franziska (1816–1888), deutsche Opernsängerin (Mezzosopran)
- Pixis, Friedrich Wilhelm (1785–1842), deutscher Violinist und Theaterdirektor der Frühromantik
- Pixis, Johann Peter (1788–1874), deutscher Pianist und Komponist
- Pixis, Oskar (1874–1946), deutscher Architekt
- Pixis, Theodor (1831–1907), deutscher Maler und Zeichner, Illustrator und Radierer

### Pixn
- Pixner, Bargil (1921–2002), US-amerikanisch-italienischer Benediktinermönch und Archäologe
- Pixner, Brigitte (* 1942), österreichische Autorin
- Pixner, Debora (* 1992), italienische Freestyle-Skisportlerin
- Pixner, Franz (1912–1998), österreichischer Spanienkämpfer, Bildhauer und Maler
- Pixner, Herbert (* 1975), italienischer Musiker und KomponistHerbert Pixner (* 1975)

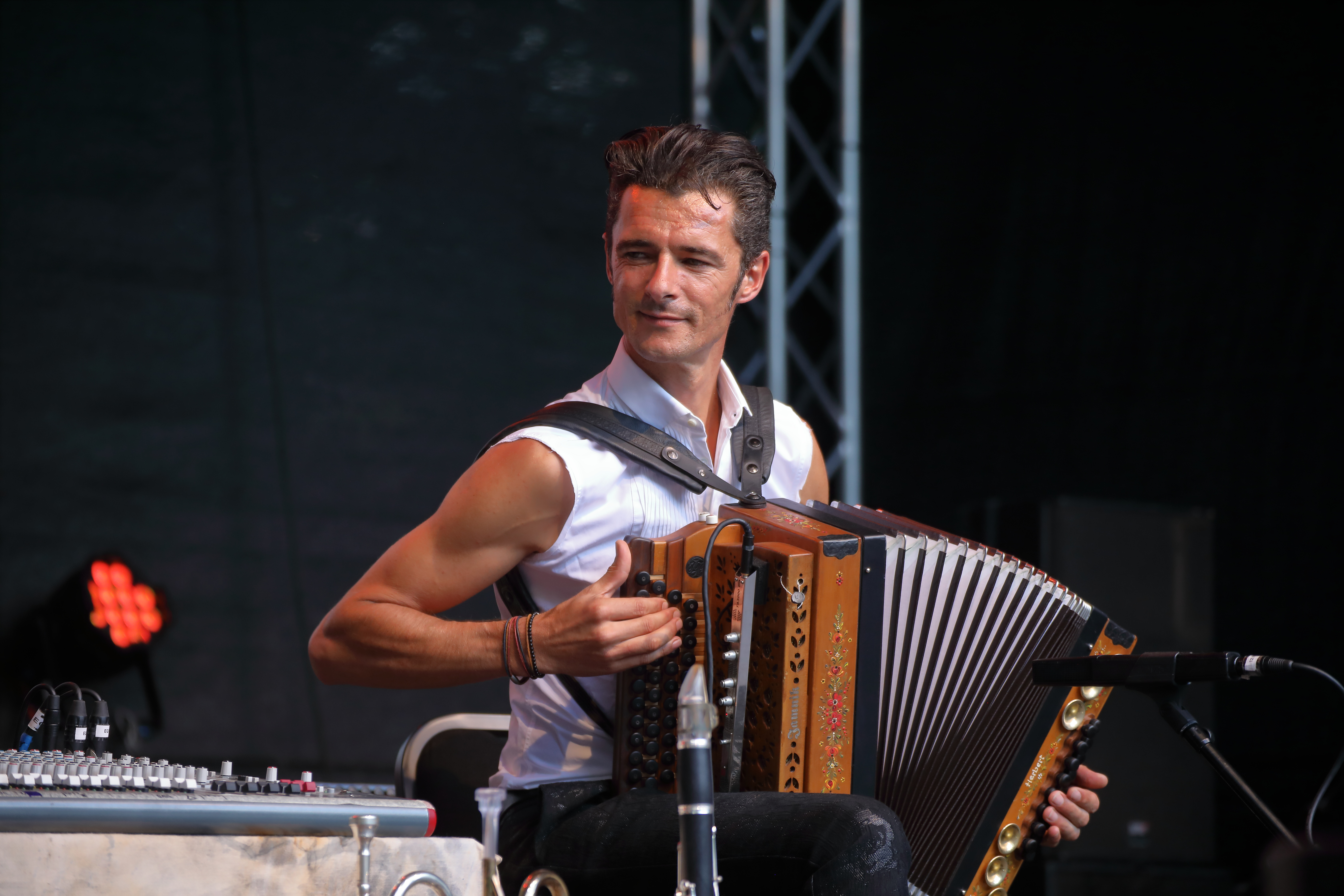
Herbert Pixner (* 1975)

### Pixo
- Pixodaros, Satrap von Karien